# 边境领主

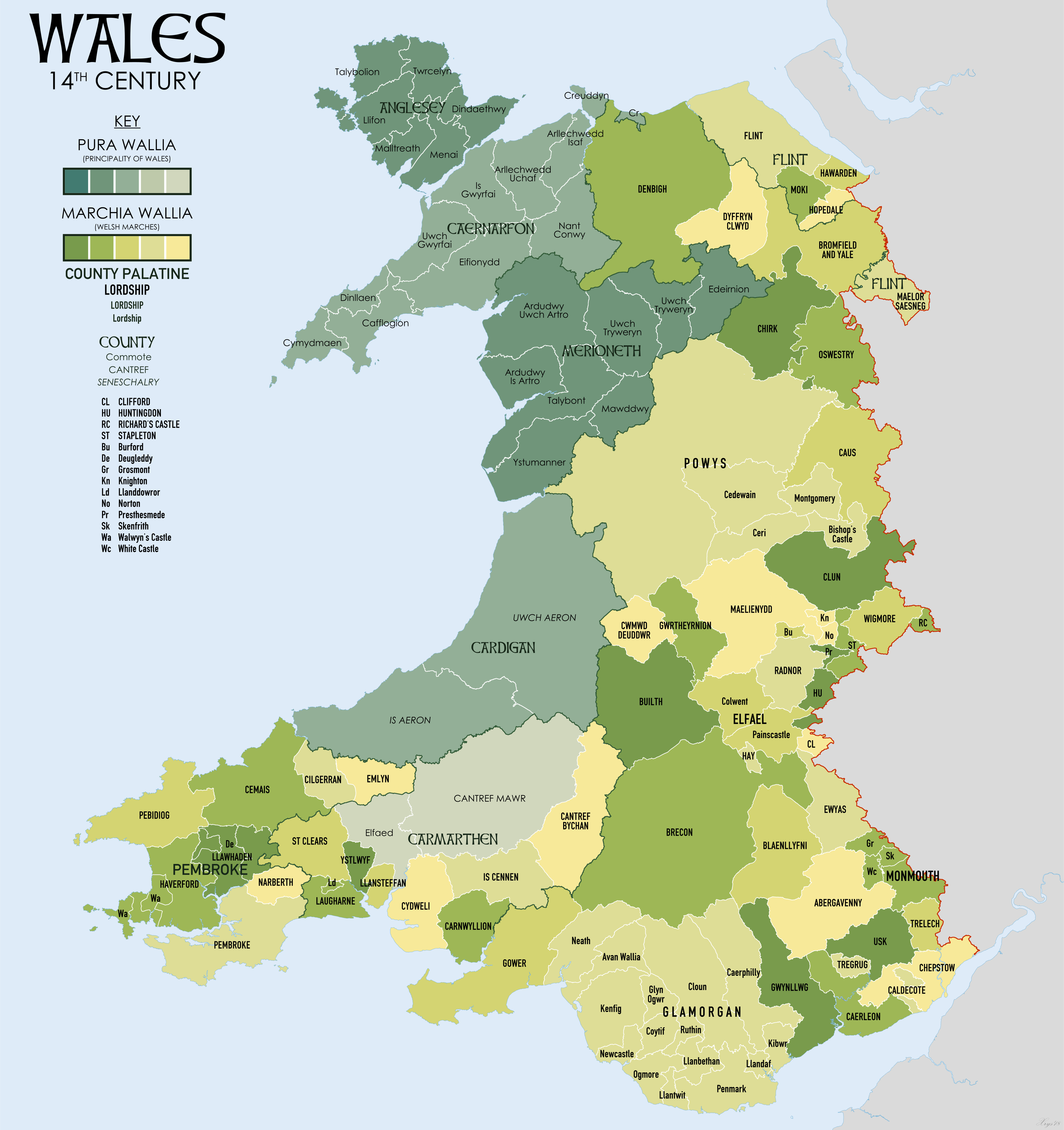
14世纪的威尔士，显示边境领主辖区（浅绿色系）的分布情况。

边境领主（英語：Marcher lord）是诺曼征服后的中世纪里由英格兰国王任命的贵族，负责守卫英格兰与威尔士之间的边境地区（即威尔士边区）。
在“侯爵”这一头衔引入英国之前，边境领主相当于神圣罗马帝国的藩侯或法国的侯爵。不过，没有哪位边境领主正式拥有“侯爵”爵位。在这个语境中，“march”意为边境或边界地区，该词与动词“march”（行军）同源，二者都可追溯至原始印欧语“mereg”，意为“边缘”或“边界”。
最重要的边境领主包括切斯特伯爵、格洛斯特伯爵、赫里福德伯爵、彭布羅克伯爵和什鲁斯伯里伯爵。